# Wody krasowe
Wody krasowe – wody występujące w warstwie skał krasowych. Jest to specyficzny rodzaj wód szczelinowych; różnią się od nich wielkością zajmowanych, właściwościami chemicznymi, charakterem wypływu na powierzchnię. Występują w skałach wapiennych.